# Record
Record – cyfrowa stacja robocza, stworzona przez szwedzką firmę Propellerhead Software. Record oparty jest na takich samych założeniach koncepcyjnych jak Reason. Aplikacja może funkcjonować samodzielnie lub też jako dodatek rozszerzający możliwości programu Reason o nagrywanie, odtwarzanie oraz miksowanie audio. Program daje możliwość stworzenia nieograniczonej liczby tracków, efektów i instrumentów. Elementem centralnym, do którego wszystkie tory audio są automatycznie podłączane, jest mikser modelowany na konsoli SSL 9000K.

## Urządzenia dostępne w Record
- Combinator: urządzenie umożliwiające tworzenie nowych instrumentów oraz efektów z dostępnych w programie,
- ID-8: instrument z wbudowanymi samplami typu: perkusja, pianino, bas, smyczki,
- MClass Equalizer: czterozakresowy masteringowy equalizer,
- MClass Stereo Imager: procesor typu stereo imager,
- MClass Compressor: kompresor dynamiki,
- MClass Maximizer: procesor dźwięku typu maximalizer,
- Line 6 Guitar Amp: wirtualna wersja procesora gitarowego POD firmy Line 6, emuluje trzy wzmacniacze gitarowe oraz kolumny gitarowe,
- Line 6 Bass Amp: wirtualna wersja procesora basowego POD firmy Line 6, emuluje dwa wzmacniacze basowe oraz kolumny basowe,
- Neptune Pitch Correction & Voice Synth: efekt i syntezator wokalny w jednym, służący do zaawansowanej korekcji intonacji, transpozycji audio, a także tworzenia harmonii wokalnych,
- RV7000 Advanced Reverb: efekt pogłosu z wbudowanymi algorytmami: Small Space, Room, Hall, Arena, Plate, Spring, Echo, Multitap oraz Reverse,
- Scream 4 Distortion: przester z wbudowanymi presetami: Overdrive, Distortion, Fuzz, Tube, Tape, Feedback, Modulate, Warp, Digital i Scream,
- DDL-1 Digital Delay Line: prosty efekt echo,
- CF-101 Chorus/Flanger: efekt chorus oraz flanger.

## Minimalne wymagania
System Windows:
- Intel P4 / AMD Athlon XP - 2GHz lub lepszy (rekomendowany procesor wielordzeniowy),
- 1 GB RAM lub więcej,
- Napęd DVD,
- 2 GB wolnego miejsca na dysku twardym (jednak program może potrzebować do 20 GB wolnej przestrzeni na dysku na sesyjne pliki tymczasowe),
- Windows XP (SP2)[1], Vista lub Windows 7,
- Monitor obsługujący rozdzielczość 1024x768 pikseli,
- Karta dźwiękowa obsługująca ASIO,
- Wolny port USB dla klucza "Ignition Key",
- Połączenie z Internetem do przeprowadzenia procesu rejestracji.

System Mac OS X:
- Intel Mac (rekomendowany procesor wielordzeniowy),
- 1 GB RAM lub więcej,
- Napęd DVD,
- 2 GB wolnego miejsca na dysku twardym (jednak program może potrzebować do 20 GB wolnej przestrzeni na dysku na sesyjne pliki tymczasowe),
- Mac OS X 10.4 lub lepszy,
- Monitor obsługujący rozdzielczość 1024x768 pikseli,
- CoreAudio zgodny z interfejsem audio lub wbudowany sprzęt audio,
- Wolny port USB dla klucza "Ignition Key",
- Połączenie z Internetem do przeprowadzenia procesu rejestracji.